# جزيرة بينتا
جزيرة بينتا (المعروفة أيضا باسم جزيرة أبينجدون، نسبة لإيرل ابينجدون) هي جزيرة تقع في مجموعة جزر أرخبيل غالاباغوس بالإكوادور. وتبلغ مساحتها 60 كيلومتر مربع وعلى ارتفاع 777 متر كحد أقصى.
- بينتا هو الموطن الأصلي لسلحفاة جورج، وربما هي السلحفاة الأكثر شهرة في أرخبيل غالاباغوس. يمكن للزوار رؤيتها في محطة أبحاث تشارلز داروين في جزيرة سانتا كروز.
- جزيرة بينتا هي أيضا موطن للنورس متشعب الذيل، والإغوانة البحرية والعصافير والصقور، وفقمة الفراء وغيرها من الطيور والثدييات. وكان معظم شمال الجزيرة في جزر غالاباغوس، وفيما مضى أعداد السلاحف العملاقة مزدهرا في الجزيرة.
- في 28 يناير 2008، أعلنت الحظيرة الوطنية لغالاباغوس رسميا أنه تم قتل 53 أسد بحر (13 جراء، 25الشباب،9 ذكور و6 إناث) في جزيرة بينتا، وفي عام 2001 تم صيد غير قانوني ل35 ذكر أسد البحر.